# Ми — Україна
«Ми — Україна» — загальноукраїнський інформаційний телеканал, на якому працюють колишні працівники закритих каналів «Україна» й «Україна 24», що належали українському олігарху Рінату Ахметову.

## Історія
Телеканал почав мовлення на «YouTube» 18 жовтня 2022 року.
19 жовтня 2022 року Національна рада України з питань телебачення і радіомовлення видала каналу супутникову ліцензію на 10 років.
3 листопада регулятор видав телеканалу тимчасовий дозвіл на мовлення на час воєнного стану в МХ-2 цифрової етерної мережі DVB-T2 на місці закритого каналу «Україна 24». 7 листопада «Ми — Україна» розпочав мовлення, а наступного дня приєднався до марафону «Єдині новини». До 14 червня 2024 року в етері була відсутня реклама.
31 грудня канал розпочав супутникове мовлення.
18 квітня 2023 року видання «Наші гроші» повідомило, що серед каналів, що транслюють марафон «Єдині новини», «Ми — Україна» отримав найбільше фінансування — 465 млн грн. За розрахунками, година виробництва матеріалу обходиться у 163 тисячі грн.
31 жовтня телеканал став переможцем конкурсу на отримання ліцензії на мовлення в мультиплексі MX-7 цифрової етерної мережі DVB-T2, де 5 листопада розпочав мовлення. «Ми — Україна» припинив мовлення в MX-2 8 листопада.
16 лютого 2024 року телеканал припинив супутникове мовлення.
8 квітня 2024 року Міністерство культури та інформаційної політики України надало каналу разом з іншими учасниками марафону «Єдині новини» статус критично важливого. Таким чином його працівники можуть бути заброньовані від мобілізації.

## Мовлення

### Етерне цифрове мовлення
| Канал | Мультиплекс | Стандарт | EPG | Формат мовлення |
| ----- | ----------- | -------- | --- | --------------- |
| 4     | MX-7        | DVB-T2   | Ні  | SD 576i 16:9    |

## Колектив

### Ведучі
- Олег Панюта
- Людмила Добровольська
- Олена Цинтила
- Микита Міхальов
- Марина Кухар
- Ігор Пупков
- Олена Чабак
- Максим Сікора
- Ольга Грицик
- Марія Скиба
- Віра Свердлик
- Вікторія Малосвітна
- Костянтин Лінчевський
- Богдан Машай
- Юлія Галушка
- Олег Білецький
- Сергій Чернишов

### Кореспонденти
- Марія Асмолова
- Артем Джепко
- Анжела Слободян
- Ірина Антонюк
- Анна Бровко
- Олена Чернякова
- Людмила Гаврилюк
- Влада Цимбаленко
- Юлія Бабак

### Керівництво
- Ігор Петренко
- Юрій Сугак

## Програми
- Панюта. Підсумки
- Версії реальності
- Є вихід
- Невідворотне покарання
- Серйозно?!
- Режим дна
- Параграф
- Незламні
- Інтерв'ю
- Лінія фронту (спільно з телеканалом «Армія TV»)
- На часі